# 莆田华侨中学
莆田华侨中学，简称莆田侨中，是福建省一级达标高中。校园占地150多亩，位于莆田市涵江区江口镇，背靠鲤鱼山，面临秋芦溪冲积平原和兴化湾。
由李王十二妹于1979年独家捐资兴办，1983年被定为省重点华侨中学，1985年定为省重点中学，1994年通过省二级达标中学的验收，2001年通过省二级达标新标准复查验收，2006年通过省一级达标校验收。